# Stazione di Como Camerlata
La stazione di Como Camerlata è una stazione ferroviaria di interscambio tra la linea Saronno-Como (gestita da Ferrovienord) e le linee Chiasso-Milano e Como-Lecco (gestite da Rete Ferroviaria Italiana).
Serve i quartieri Camerlata e Rebbio della città di Como.

## Storia
L'attuale stazione fu aperta nel 24 settembre 1885, come parte della linea Como-Varese-Laveno, in sostituzione una precedente stazione ferroviaria che già nel 1859 si affacciava sull'odierna Piazza Camerlata. Nello stesso anno avvenne il passaggio delle concessioni della strada ferrata dalla Ferrovie Provinciali Comasche alla Società per le Ferrovie del Ticino (SFT) che ne completò la costruzione.
Nel 1888, la stazione, assieme alla linea, passò sotto la gestione delle Ferrovie Nord Milano.
Dal 1898 fu servita anche dalla Saronno-Como.
Tra il 1927 e il 1930, la stazione divenne l'impianto presso il quale avviene il passaggio fra l'esercizio in doppio binario e quello in binario singolo della Saronno-Como (Saronno-Camerlata a doppio binario e Camerlata-Lago a binario singolo).
Nel 1966 fu soppresso il traffico sulla Como-Varese. Con il disarmo del tronco fino a Malnate, la stazione di Como Nord Camerlata rimase quindi attiva solo per la Saronno-Como.
Fino al 1965 era presente un raccordo che collegava l'impianto alla stazione FS di Albate-Camerlata, posta sulla linea Milano-Chiasso.
Dal 13 giugno 2021 la stazione si è ampliata, comprendendo l'adiacente ferrovia Chiasso-Milano, gestita da Rete Ferroviaria Italiana. In questo modo, la stazione è diventata un nodo di interscambio per le relazioni ferroviarie Saronno-Como, Chiasso-Milano e Como-Lecco. Contestualmente, la vicina stazione RFI di Albate-Camerlata è stata convertita a posto di movimento.
Il 3 agosto 2022 è stato aperto un nuovo ampio parcheggio adiacente la ferrovia gestita da RFI, che ha così risolto i problemi di congestionamento del vecchio parcheggio.

## Strutture e impianti
La parte settentrionale dell'impianto, costituita da 3 binari passanti, è gestita da Ferrovienord che la qualifica come stazione secondaria.
Provenendo da Saronno la linea è a doppio binario; superata la stazione di Camerlata la ferrovia rimane a binario unico fino al capolinea di Como Lago.
La località risulta impresenziata, telecomandata dal DCO di Saronno.

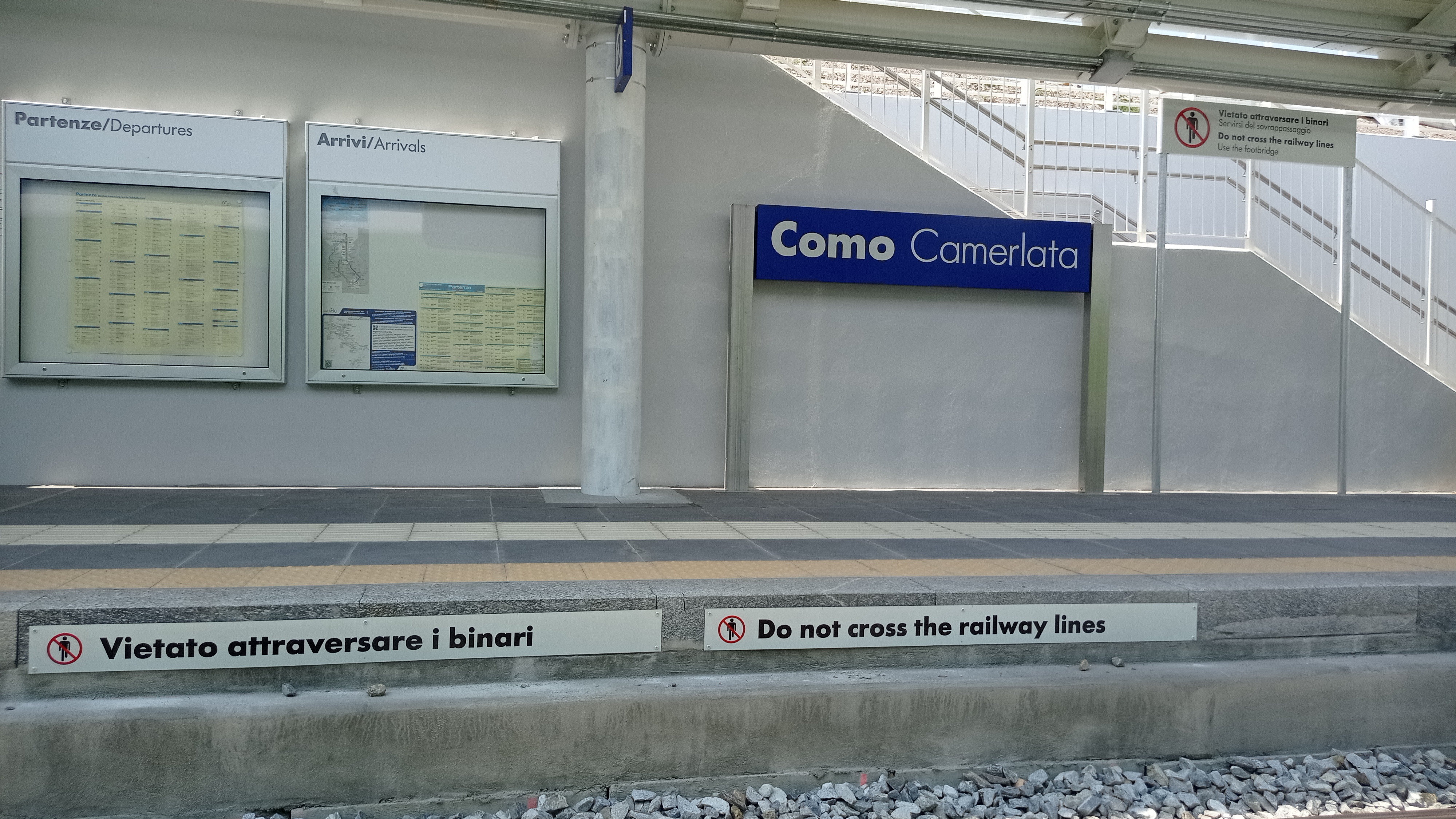
Il piazzale binari della nuova stazione RFI

La parte meridionale dell'impianto, attivata nel 2021, è gestita da Rete Ferroviaria Italiana e costituita da due binari di corsa.

## Movimento
La stazione è servita da treni suburbani, regionali e RegioExpress cadenzati svolti da Trenord nell'ambito del contratto di servizio stipulato con la Regione Lombardia.

## Servizi
- Biglietteria automatica
- Sala di attesa